# Sporting Club Escaldes
Le Sporting Club Escaldes est un club andorran de football basé à Escaldes-Engordany. Le club est fondé en 1977, et disparaît en 2008, avant d'être refondé en 2025 par le Vinsky Football Group, qui appartient au vidéaste web Vinsky.

## Histoire

### Fondation et premiers pas (1977-2008)
Le Sporting Club d'Escaldes trouve son origine en 1977 sous le nom de Sporting Club d’Engordany. Il rejoint la Liga de Primera Divisió en 1995, devenant ainsi l'un des clubs phares d'Escaldes-Engordany. En 1998, il adopte son nom actuel, poursuivant son développement au sein du championnat national jusqu'à sa relégation en 2002. Le club réalisera une belle 5e place lors de la saison 1997/1998 précédée de deux 6e place lors des saisons 1995/1996 et 1996/1997 ainsi que sa meilleur performance en coupe lors de la saison 2001/2002. Après sa relégation en deuxième divison, le Sporting Club d'Escaldes ne fera pas mieux que deux cinquième place lors des saisons 2004/2005 et 2005/2006. Lors de la saison 2007/08, il termine avant-dernier. Cependant ne participant pas à la saison suivante, le club est dissous.

### Refondation et échec (2018-2019)
En 2018, le Sporting Club d'Escaldes est réactivé et participe lors de la saison 2018/2019 de Segona Divisió. Malheureusement cette saison est un échec cuisant terminant dernier (sans compter le CE Jenlai qui n'a joué aucun match cette saison), avec seulement 3 points au compteur et avec de nombreux résultat difficiles comme la défaite 12-0 face à son rival l'Atlètic Club d'Escaldes.

### La refondation par le Vinsky Football Group (depuis 2025)
En 2025, le club connaît un tournant majeur avec son rachat par le Vinsky Football Group, dirigé par le vidéaste web français Vinsky, de son vrai nom Vincent Maduro. Déjà propriétaire du Vinsky FC en France et de l’Inter Montréal au Canada, il ambitionne de relancer le Sporting Club Escaldes avec un objectif clair : atteindre les compétitions européennes dans un délai de trois ans.
Pour financer cette ambition, une levée de fonds de 550 000 € est effectuée. Grâce à cet investissement, le Sporting Club Escaldes prépare son retour à la compétition en Segona Divisió pour la saison 2025-2026, avec l’ambition de retrouver l’élite andorrane à court terme.
En mai 2025, le club annonce sa première recrue, en la personne de Fabio Serra. Le joueur portugais, en provenance du FC Pas de la Casa, détient le record du nombre de matchs joués en première division andorrane[pertinence contestée],[source secondaire nécessaire].
Il est également désigné comme capitaine de l'équipe dans la foulée.

## Identité

### Logos
Avec la refondation sous l’impulsion du Vinsky Football Group en 2025, le Sporting Club d’Escaldes présente une nouvelle identité visuelle.

## Palmarès et résultats
- Championnat d'Andorre :
  - Meilleure performance : 5e (1998)

### Bilan sportif
|                      | Compétition                               | Saisons | Titres | J   | G  | N  | P  | Bp  | Bc  | Diff |
| -------------------- | ----------------------------------------- | ------- | ------ | --- | -- | -- | -- | --- | --- | ---- |
| Championnat andorran | Division 1 (1995-2002)                    | 8       | 0      | 150 | 37 | 27 | 86 | 226 | 450 | -224 |
| Championnat andorran | Division 2 (2003-2008, 2018-2019) (2025-) | 6       | 0      | 90  | 20 | 6  | 64 | 135 | 343 | -208 |

Mise à jour : février 2025